# Jos Bax
Jos Bax (Eindhoven, 29 maart 1946 – Valkenswaard, 17 juli 2020) was een Nederlands voetbalkeeper die tijdens zijn profloopbaan uitkwam voor Eindhoven, Helmond Sport en FC VVV.

## Spelersloopbaan
Bax werd in 1965 door Eindhoven overgenomen van amateurclub RPC, maar omdat zijn overschrijving te laat werd ingediend bij de KNVB mocht hij een jaar lang noch voor RPC noch voor Eindhoven in actie komen. Noodgedwongen hield hij een jaar lang zijn conditie op peil als handbalkeeper bij Handbalvereniging Eindhoven, waarna hij in 1966 alsnog naar Eindhoven overstapte. Daar stond hij zes seizoenen onder contract waarin hij 80 competitiewedstrijden en 2 bekerwedstrijden onder de lat stond. In 1972 vertrok Bax naar Helmond Sport, waar hij genoegen moest nemen met een reserverol achter eerste keus Antoon Honings. In 1975 werd zijn contract bij de eerstedivisionist niet verlengd. De clubloze Eindhovenaar sloot in september 1975 aan bij FC VVV dat kampte met een acuut keepersprobleem, nadat tweede doelman Jacques Ewalts vanwege een armbreuk langdurig werd uitgeschakeld. Op 7 maart 1976 maakte hij zijn debuut namens de Venlose club in een thuiswedstrijd tegen FC Volendam, toen eerste doelman Eddy Sobczak na een Volendams tegentreffer in de 56e minuut met een heupblessure naar de kant moest. Bax nam diens plaats in en hield het doel schoon, waardoor FC VVV uiteindelijk met 3-1 won. Het zou bij dat ene, korte optreden blijven. Na afloop van het seizoen 1975/76 kreeg Bax geen nieuw contract meer en vertrok naar het Belgische Overpelt. Later zou hij onder andere nog bij de amateurs van VOS onder de lat staan. Hij overleed in 2020 op 74-jarige leeftijd.

## Profstatistieken
| Seizoen        | Club           | Competitie     | Competitie | Competitie | Beker | Beker | Nacompetitie | Nacompetitie | Totaal | Totaal |
| Seizoen        | Club           | Competitie     | Wed.       | Dlp.       | Wed.  | Dlp.  | Wed.         | Dlp.         | Wed.   | Dlp.   |
| -------------- | -------------- | -------------- | ---------- | ---------- | ----- | ----- | ------------ | ------------ | ------ | ------ |
| 1966/67        | Eindhoven      | Eerste divisie | 30         | 0          | 1     | 0     | –            | –            | 31     | 0      |
| 1967/68        | Eindhoven      | Eerste divisie | 6          | 0          | 0     | 0     | –            | –            | 6      | 0      |
| 1968/69        | Eindhoven      | Tweede divisie | 1          | 0          | 0     | 0     | –            | –            | 1      | 0      |
| 1969/70        | Eindhoven      | Tweede divisie | 18         | 0          | 1     | 0     | –            | –            | 19     | 0      |
| 1970/71        | Eindhoven      | Tweede divisie | 24         | 0          | 0     | 0     | –            | –            | 24     | 0      |
| 1971/72        | Eindhoven      | Eerste divisie | 2          | 0          | 0     | 0     | –            | –            | 2      | 0      |
| 1972/73        | Helmond Sport  | Eerste divisie | 1          | 0          | 0     | 0     | –            | –            | 1      | 0      |
| 1973/74        | Helmond Sport  | Eerste divisie | 0          | 0          | 0     | 0     | –            | –            | 0      | 0      |
| 1974/75        | Helmond Sport  | Eerste divisie | 0          | 0          | 0     | 0     | –            | –            | 0      | 0      |
| 1975/76        | FC VVV         | Eerste divisie | 1          | 0          | 0     | 0     | 0            | 0            | 1      | 0      |
| Carrièretotaal | Carrièretotaal | Carrièretotaal | 83         | 0          | 2     | 0     | 0            | 0            | 85     | 0      |